# Igreja de Boiana
A Igreja de Boiana (em búlgaro: Бояна) é uma Igreja Ortodoxa Búlgara medieval situada a sul de Sófia, capital da Bulgária, no bairro de Boiana, ao pé do maciço de Vitocha.
O edifício, de dois pisos, está formado por três alas. A ala leste foi construída aos finais do século X ou princípios do XI. No século XIII, durante o Segundo Império Búlgaro, se acrescentado a ala central. A igreja se completou com a ala oeste a meados do século XIX. A igreja é célebre por seus afrescos, realizados em 1259 sobre outros mais antigos. Representam um dos exemplos mais completos e melhor conservados da arte medieval da Europa Oriental. No total, são oitenta e nove cenas com duzentos e quarenta figuras humanas. O autor é desconhecido, mas provavelmente pertencia a escola de Tarnovo.
Dezoito cenas do nártex, que ilustram a vida de São Nicolau, contém detalhes da sociedade da época: Em O milagre no mar, o barco e os chapéus dos marinheiros recordam para a frota veneziana. Os retratos do sebastocrator Joanitzes, construtor da ala central, e sua esposa Desislava, assim como os do czar  Constantino I e a czarina Irina, considerados entre os más impressionantes e logrados da igreja, se encontram no muro norte.
A inscrição dos patronos do templo, em búlgaro médio, data de 1259 e consta do seguinte texto:
| “ | +взъдвиже сѧ ѿ земѧ и създа сѧ прѣчисты хра мъ ст҃аго иерарха х҃ва николы ст҃аго и великѡ славнагѡ мѫченика хв҃а пантелеимѡна тече ниемъ и трѹдомъ и любовиаѧ многоаѫ калѡ ѣнѣ севастократора братѹчѧди цр҃ва внѹкъ ст҃а стефана кралѣ србьскаго написа же сѧ при цр҃ вство блгарское при благовѣрнем и бг҃очь стивѣмъ и хр҃столюбивѣмъ цр҃и костан динѣ асѣна едикто з҃ в лѣто .ѕ҃.ѱ.ѯ҃з҃ | ” |

| “ | Este templo imaculado do hierarca de Cristo Nicolau e do mártir santo em Cristo e muito glorioso Pantaleão foi levantado do chão e criado com fundos, cuidados e grande amor de Joanitzes, sebastocrator, primo do czar, neto de são Estêvão Nêmania, Rei da Sérvia. Isto foi escrito no Império Búlgaro sob o piedoso e devoto Czar Constantino Asen. Indicção 7 do ano 6767 [1259]. | ” |

Além da primeira capa de afrescos, dos séculos XI e XII, do que se conservam poucos fragmentos, e da segunda, a mais famosa, de 1259, a igreja tem uns poucos afrescos mais recentes, dos séculos XIV, XVI e XVII, assim como de 1882. Os afrescos tem sido restaurados sucessivamente entre 1912 e 1915, em 1934, em 1944 e entre 1977 e 2000. O monumento foi declarado Patrimônio da Humanidade pela UNESCO em 1979.

## Galeria

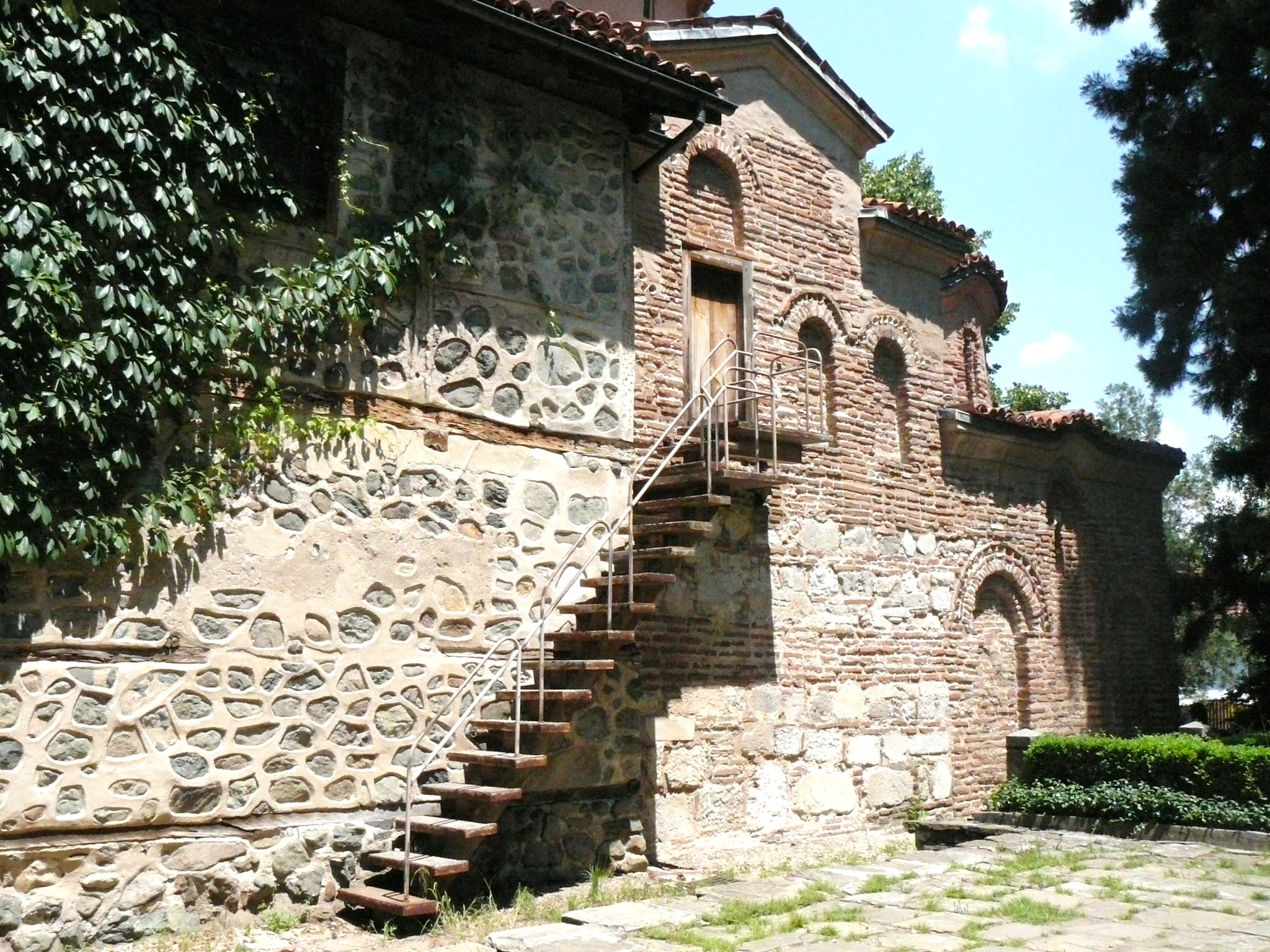
A igreja
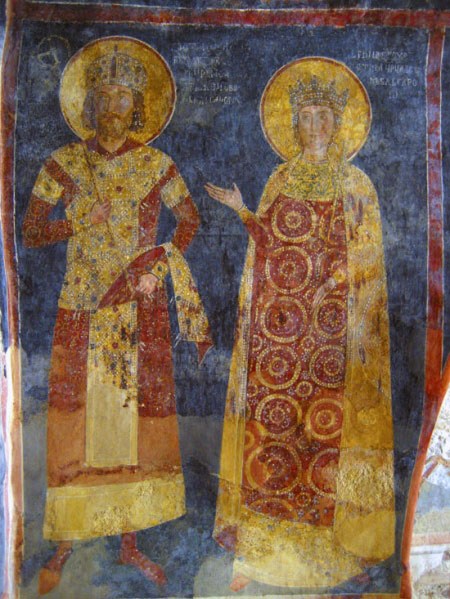
Constantino Tico e Irene de Niceia
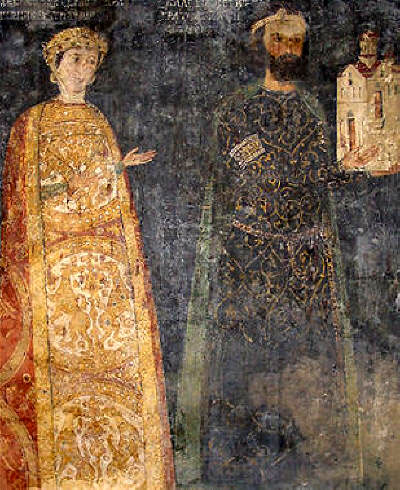
Desislava, patrona da igreja
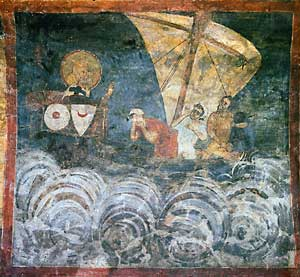
Navio
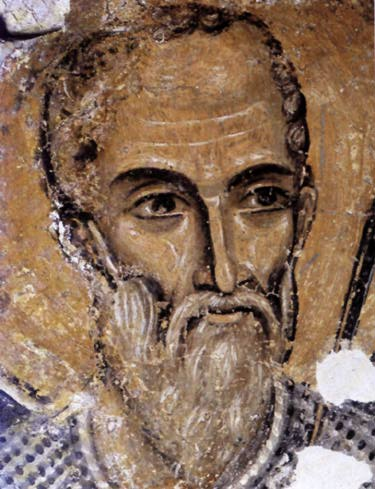
São Nicolau
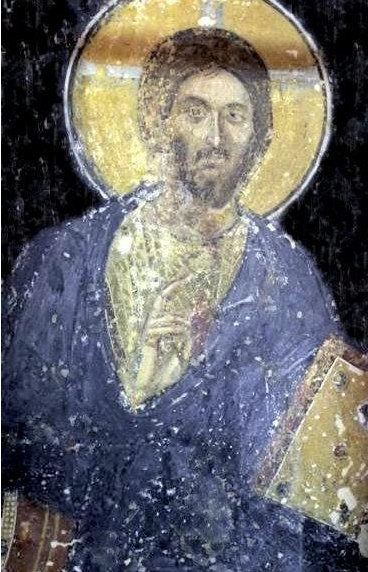
Cristo Pantocrator
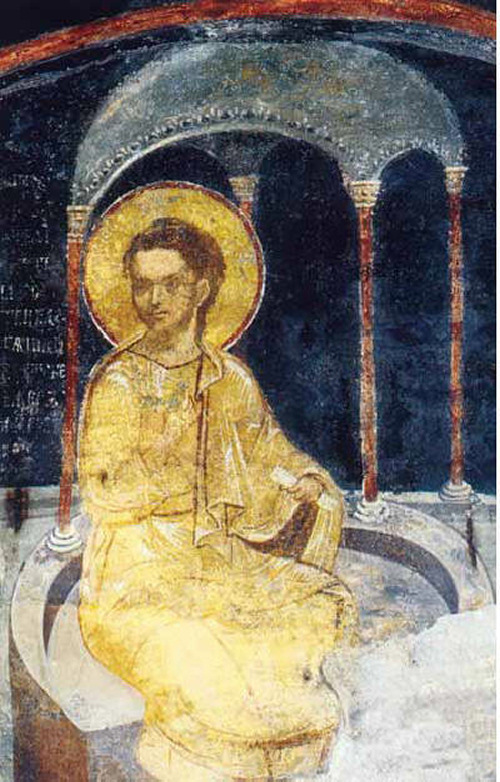
Cristo entre os escribas